# Fußball-Oberliga 2018/19
Die Fußball-Oberliga 2018/19 war die elfte Saison der Oberliga als fünfthöchste Spielklasse im Fußball in Deutschland. Sie wurde in 12 Ligen mit insgesamt 14 Staffeln gespielt.

## Oberligen
| Oberliga                                                 | Mannschaften       | Meister                                               |
| -------------------------------------------------------- | ------------------ | ----------------------------------------------------- |
| Oberliga Baden-Württemberg 2018/19                       | 18                 | Bahlinger SC                                          |
| Bayernliga 2018/19 in zwei Staffeln (Nord und Süd)       | 18 (Nord) 17 (Süd) | TSV Aubstadt (Nord) SV Türkgücü-Ataspor München (Süd) |
| Bremen-Liga 2018/19                                      | 16                 | Bremer SV                                             |
| Oberliga Hamburg 2018/19                                 | 18                 | Altona 93                                             |
| Hessenliga 2018/19                                       | 17                 | FC Gießen                                             |
| Mittelrheinliga 2018/19                                  | 16                 | SV Bergisch Gladbach 09                               |
| Oberliga Niederrhein 2018/19                             | 18                 | VfB Homberg                                           |
| Oberliga Niedersachsen 2018/19                           | 16                 | Hannoverscher SC                                      |
| Oberliga Nordost 2018/19 in zwei Staffeln (Nord und Süd) | 16 (Nord) 16 (Süd) | SV Lichtenberg 47 (Nord) BSG Chemie Leipzig (Süd)     |
| Oberliga Rheinland-Pfalz/Saar 2018/19                    | 18                 | TuS Rot-Weiß Koblenz                                  |
| Oberliga Schleswig-Holstein 2018/19                      | 16                 | NTSV Strand 08                                        |
| Oberliga Westfalen 2018/19                               | 18                 | FC Schalke 04 II                                      |

## Aufstieg und Relegation zur Regionalliga

### Regionalliga Bayern
Folgende Mannschaften qualifizierten sich direkt für die Regionalliga Bayern 2019–21:
- Meister (bzw. bestplatzierte aufstiegsberechtigte Mannschaften) der Bayernliga 2018/19
  - TSV Aubstadt (Nord)
  -  SV Türkgücü-Ataspor München (Süd)

Folgende Mannschaften qualifizierten sich für die Relegation:
- Tabellen-15. und Tabellen-16. (bzw. die beiden in der Tabelle vor den Direktabsteigern stehenden Mannschaften) der Regionalliga Bayern 2018/19
  -  TSV 1860 Rosenheim
  -  SV Heimstetten
- Vizemeister (bzw. zweitbestplatzierte aufstiegsberechtigte Mannschaften) der Bayernliga 2018/19
  -  DJK Gebenbach (Nord)
  -  TSV 1896 Rain (Süd)

#### Relegation
In der Relegation wurden im K.-o.-System zwei weitere Regionalliga-Teilnehmer ermittelt. Aufgrund des Drittligaaufstiegs des FC Bayern München II wurde eine weitere Runde ausgetragen, in der zwischen den unterlegenen Mannschaften der ersten Runde ein weiterer Teilnehmer ermittelt wurde.
1. Runde
| Datum                   |                    | Ergebnis  | !Austragungsort                                                 |
| ----------------------- | ------------------ | --------- | --------------------------------------------------------------- |
| 30. Mai 2019, 14:00 Uhr | DJK Gebenbach      | 0:1 (0:0) | TSV 1860 Rosenheim \|\| Sportgelände Urspringer Weg, Gebenbach  |
| 30. Mai 2019, 14:00 Uhr | TSV 1896 Rain      | 1:1 (0:0) | SV Heimstetten \|\| Georg-Weber-Stadion, Rain                   |
| 2. Juni 2019, 16:00 Uhr | TSV 1860 Rosenheim | 1:1 (0:1) | DJK Gebenbach \|\| Jahnstadion, Rosenheim                       |
| 2. Juni 2019, 16:00 Uhr | SV Heimstetten     | 2:1 (1:0) | TSV 1896 Rain \|\| Sportpark Heimstetten, Kirchheim bei München |

2. Runde
| Datum                   |               | Ergebnis  | !Austragungsort                                           |
| ----------------------- | ------------- | --------- | --------------------------------------------------------- |
| 5. Juni 2019, 18:30 Uhr | DJK Gebenbach | 0:2 (0:1) | TSV 1896 Rain \|\| Sportgelände Urspringer Weg, Gebenbach |
| 8. Juni 2019, 16:00 Uhr | TSV 1896 Rain | 0:1 (0:0) | DJK Gebenbach \|\| Georg-Weber-Stadion, Rain              |

### Regionalliga Nord
Folgende Mannschaft qualifizierte sich direkt für die Regionalliga Nord 2019/20:
- Meister der Oberliga Niedersachsen 2018/19
  -  Hannoverscher SC

Folgende Mannschaften qualifizierten sich für die Aufstiegsrunde:
- Meister der Bremen-Liga 2018/19
  -  Bremer SV
- Meister der Oberliga Hamburg 2018/19
  -  Altona 93
- Bestplatzierte aufstiegsberechtigte Mannschaft der Oberliga Schleswig-Holstein 2018/19 (der dortige Meister verzichtet)
  -  Heider SV

Folgende Mannschaften qualifizierten sich für die Relegation:
- Tabellen-15. oder Tabellen-16. (bzw. die in der Tabelle vor den Direktabsteigern stehende Mannschaft) der Regionalliga Nord 2018/19
  -  Lüneburger SK Hansa
- Vizemeister der Oberliga Niedersachsen 2018/19
  -  Eintracht Northeim

#### Aufstiegsrunde
In der Aufstiegsrunde wurden in einem Rundenturnier zwei weitere Regionalliga-Teilnehmer ermittelt.
Bei Punktgleichheit entschieden über die Tabellenplatzierung:
1. die Tordifferenz,
2. die Anzahl der erzielten Tore,
3. die im Anschluss an die Spiele ausgetragenen Elfmeterschießen.
| Datum                   |           | Ergebnis              | !Austragungsort                              |
| ----------------------- | --------- | --------------------- | -------------------------------------------- |
| 22. Mai 2019, 19:30 Uhr | Bremer SV | 2:3 (0:2) (4:1 i. E.) | Altona 93 \|\|Sportanlage Panzenberg, Bremen |
| 26. Mai 2019, 15:00 Uhr | Altona 93 | 1:1 (0:1) (5:6 i. E.) | Heider SV \|\|Adolf-Jäger-Kampfbahn, Hamburg |
| 29. Mai 2019, 19:30 Uhr | Heider SV | 1:1 (0:1) (-:- i. E.) | Bremer SV \|\|HSV-Stadion, Heide             |

| Pl. | Mannschaft | Sp. | S | U | N | Tore    | Punkte |
| --- | ---------- | --- | - | - | - | ------- | ------ |
| 1.  | Altona 93  | 2   | 1 | 1 | 0 | 004:300 | 04     |
| 2.  | Heider SV  | 2   | 0 | 2 | 0 | 002:200 | 02     |
| 3.  | Bremer SV  | 2   | 0 | 1 | 1 | 003:400 | 01     |

#### Relegation
In der Relegation wurde im K.-o.-System ein weiterer Regionalliga-Teilnehmer ermittelt.
| Datum                   |                     | Ergebnis  | !Austragungsort                                          |
| ----------------------- | ------------------- | --------- | -------------------------------------------------------- |
| 29. Mai 2019, 19:30 Uhr | Eintracht Northeim  | 0:1 (0:0) | Lüneburger SK Hansa \|\| Gustav-Wegner-Stadion, Northeim |
| 2. Juni 2019, 16:00 Uhr | Lüneburger SK Hansa | 2:0 (0:0) | Eintracht Northeim \|\| Stadion Sülzwiesen, Lüneburg     |

### Regionalliga Nordost
Folgende Mannschaften qualifizierten sich direkt für die Regionalliga Nordost 2019/20:
- Meister (bzw. bestplatzierte aufstiegsberechtigte Mannschaften) der Oberliga Nordost 2018/19
  -  SV Lichtenberg 47 (Nord)
  -  BSG Chemie Leipzig (Süd)

### Regionalliga Südwest
Folgende Mannschaften qualifizierten sich direkt für die Regionalliga Südwest 2019/20:
- Meister (bzw. bestplatzierte aufstiegsberechtigte und mindestens viertplatzierte Mannschaft) der Oberliga Baden-Württemberg 2018/19
  -  Bahlinger SC
- Meister (bzw. bestplatzierte aufstiegsberechtigte und mindestens viertplatzierte Mannschaft) der Hessenliga 2018/19
  - FC Gießen
- Meister (bzw. bestplatzierte aufstiegsberechtigte und mindestens viertplatzierte Mannschaft) der Oberliga Rheinland-Pfalz/Saar 2018/19
  -  TuS Rot-Weiß Koblenz

Folgende Mannschaften qualifizierten sich für die Aufstiegsrunde:
- Vizemeister (bzw. zweitbestplatzierte aufstiegsberechtigte und mindestens viertplatzierte Mannschaft) der Oberliga Baden-Württemberg 2018/19
  -  Stuttgarter Kickers
- Vizemeister (bzw. zweitbestplatzierte aufstiegsberechtigte und mindestens viertplatzierte Mannschaft) der Hessenliga 2018/19
  -  FC Bayern Alzenau
- Vizemeister (bzw. zweitbestplatzierte aufstiegsberechtigte und mindestens viertplatzierte Mannschaft) der Oberliga Rheinland-Pfalz/Saar 2018/19
  -  SV Röchling Völklingen

#### Aufstiegsrunde
In der Aufstiegsrunde wurde in einem Rundenturnier ein weiterer Regionalliga-Teilnehmer ermittelt.
| Datum                   |                        | Ergebnis  | !Austragungsort                                                  |
| ----------------------- | ---------------------- | --------- | ---------------------------------------------------------------- |
| 30. Mai 2019, 14:00 Uhr | SV Röchling Völklingen | 2:2 (1:1) | FC Bayern Alzenau \|\|Hermann-Neuberger-Stadion, Völklingen      |
| 2. Juni 2019, 14:00 Uhr | Stuttgarter Kickers    | 1:1 (0:1) | SV Röchling Völklingen \|\|Gazi-Stadion, Stuttgart               |
| 5. Juni 2019, 19:00 Uhr | FC Bayern Alzenau      | 1:1 (0:0) | Stuttgarter Kickers \|\|Städtisches Stadion am Prischoß, Alzenau |

| Pl. | Mannschaft             | Sp. | S | U | N | Tore    | Punkte |
| --- | ---------------------- | --- | - | - | - | ------- | ------ |
| 1.  | FC Bayern Alzenau 1    | 2   | 0 | 2 | 0 | 003:300 | 02     |
| 2.  | SV Röchling Völklingen | 2   | 0 | 2 | 0 | 003:300 | 02     |
| 3.  | Stuttgarter Kickers    | 2   | 0 | 2 | 0 | 002:200 | 02     |

### Regionalliga West
Folgende Mannschaften qualifizierten sich direkt für die Regionalliga West 2019/20:
- Meister (bzw. bestplatzierte aufstiegsberechtigte und mindestens drittplatzierte Mannschaft) der Mittelrheinliga 2018/19
  -  SV Bergisch Gladbach 09
- Meister (bzw. bestplatzierte aufstiegsberechtigte und mindestens drittplatzierte Mannschaft) der Oberliga Niederrhein 2018/19
  -  VfB Homberg
- Meister und Vizemeister (bzw. die beiden bestplatzierten aufstiegsberechtigten und mindestens viertplatzierten Mannschaften) der Oberliga Westfalen 2018/19
  -  FC Schalke 04 II
  -  TuS Haltern